# Le Port (illa de la Reunió)
|  | Per a altres significats, vegeu «Le Port». |

Le Port és un municipi de l'illa de la Reunió. L'any 2006 tenia 38.146 habitants. Limita amb els municipis de La Possession, a l'est, i de Saint-Paul, al sud.
| 1967                                       | 1974   | 1981   | 1990   | 1999   | 2006   |
| ------------------------------------------ | ------ | ------ | ------ | ------ | ------ |
| 19.768                                     | 25.068 | 30.131 | 34.692 | 38.412 | 38.148 |
| Des de 1962: població sense dobles comptes |        |        |        |        |        |

| Període | Identitat           | Partit |
| ------- | ------------------- | ------ |
| 2001-   | Jean-Yves Langenier | PCR    |